# Cabo Machichaco
Pour le cap du golfe de Gascogne du même nom en espagnol, voir Cap Matxitxako.
Le Cabo Machichaco est un bateau à vapeur construit à Newcastle en 1882. La compagnie Ybarra l'acquiert en 1885 avec l'objectif de l'utiliser au service du cabotage entre Bilbao et Séville, dont la première escale est le port de Santander.
Le bateau est entré dans l'histoire de la ville de Santander et de l'Espagne le 3 novembre 1893 comme la plus grande tragédie de caractère civil ayant eu lieu en Espagne au XIXe siècle.

## L'accident

### Circonstances
Le Cabo Machichaco accoste à la jetée no 2 de Maliaño, située juste en face de l'actuelle rue Calderón de la Barca, à Santander, le 3 novembre 1893. Il avait auparavant passé la quarantaine dans le lazaret de l'île Pedrosa (es), des suites de la détection de plusieurs cas de choléra à Bilbao. En plus des autres marchandises, telles que la farine et du matériel chirurgique, le bateau transporte plusieurs bidons d'acide sulfurique sur le pont, ainsi que plus de 51 t de dynamite, qui n'ont pas été enregistrés par les autorités portuaires.
La dynamite provient de Galdakao, un village du pays basque, et a pour destination les ports du sud de l'Espagne, à l'exception de vingt caisses, destinées à la ville de Santander. Selon le règlement du port de Santander (es), tout bateau qui transporte de la dynamite doit réaliser ses opérations de charge et décharge dans le mouillage de la presqu'île de la Magdalena ou à la fin des quais de Maliaño (es) (commune de Camargo, en Cantabrie). Cette normative de sécurité est pensée pour éviter la manipulation de marchandises dangereuses près du centre urbain.

### L'incendie
Vers 13 h 30, les autorités locales reçoivent l'information qu'un incendie s'est déclenché à bord du Cabo Machichaco. À bord, on essaie de l'éteindre avec le peu de moyens disponibles, puis avec ceux des pompiers du Conseil du port, apparemment peu importants également. Face à la situation, la plupart des autorités locales et des techniciens prennent part à l'entreprise d'éteindre le feu. Celui-ci s'est déclenché sur le pont à la suite de l'explosion d'une bonbonne de verre contenant de l'acide sulfurique, avant de se propager dans les cales de la proue,.
D'autres membres d'équipages voisins viennent également prêter main-forte, comme ceux du courrier Alfonso XIII, arrivé la veille de Cuba ; son capitaine, Francisco Jaureguizar y Cagigal, ainsi que le capitaine sous-inspecteur Francisco Cimiano ordonnent que le bateau à vapeur Auxiliar no 5, propriété de la Compañía Trasatlántica Española (es), aide à éteindre l'incendie. C'est ainsi qu'il embarquent sur le Cabo Machichaco avec plusieurs membres de l'équipage du Alfonso XIII. Les équipages du bateau français Galindo, de l'anglais Eden et du transatlantique espagnol Catalina (de la compagnie Naviera Pinillos (es)) ont également collaboré. Pachín González, membre du Catalina deviendra par la suite le protagoniste d'un roman éponyme de José María de Pereda.
L'événement attire une grand foule de curieux, qui, ignorant ce que contiennent les cales, contemplent le feu. À 16 h 0, alors que l'incendie n'est toujours pas éteint, on apprend ce que contiennent les cales ; les autorités ne repoussent cependant pas la foule.
Une heure plus tard, les deux cales de la proue explosent, produisant une grande trombe d'eau de plusieurs milliers de tonnes qui entraîne plusieurs personnes à la mer. L'onde expansive se propage dans toute la baie, certains des bâtiments les plus proches s'écroulent et des centaines de fragments de fer sont ejectés à plusieurs kilomètres de distance. La magnitude de l'explosion est telle que selon certains témoignages, un gros bout a atterri sur la commune de Peñacastillo (es), située à 4,7 km de là, tuant une personne.Tous ceux qui étaient à bord, parmi lesquels les 32 membres de l'équipage de l'Alfonso XIII et son capitaine, Francisco Jaureguizar, sont morts dans l'explosion.
Le bilan final est de 590 morts et 525 blessés (certaines sourcent avancent le chiffre de 2 000 blessés). À l'époque de ces événements, la ville de Santander comptait officiellement 50 000 habitants environ; la plupart des autorités civiles et militaires de la ville sont mortes, dont le gouverneur civil Somoza (son bâton a été retrouvé sur la plage de San Martín, à plusieurs hectomètres de l'endroit du drame), en plus des pompiers, des travailleurs et des curieux amassés sur le port.

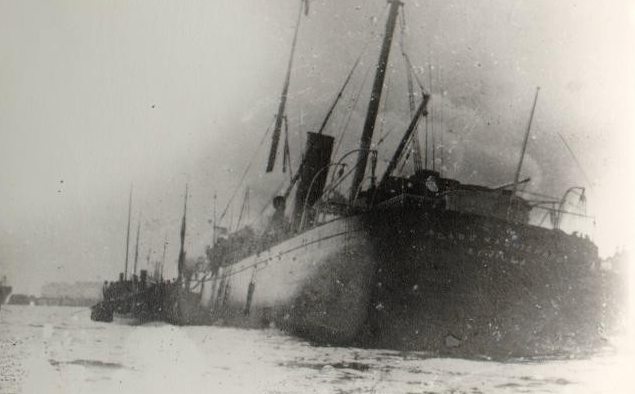
Le bateau à vapeur Cabo Machichaco en flammes dans la baie de Santander, le 3 novembre 1893.
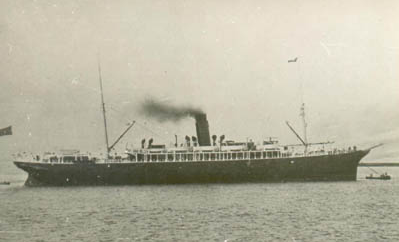
L'Alfonso XIII, construit en 1889. Une partie de son équipage — 32 en plus du capitaine — est mort pendant les opérations d'extinction de l'incendie sur le Cabo Machichaco.
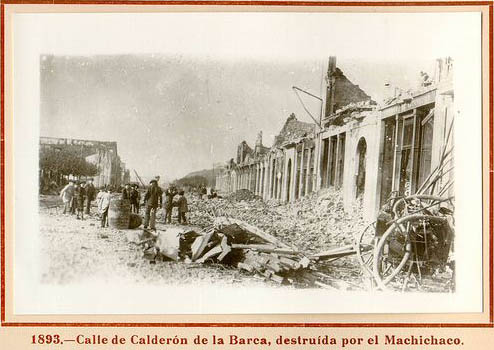
La rue Calderón de la Barca, détruite par l'explosion.
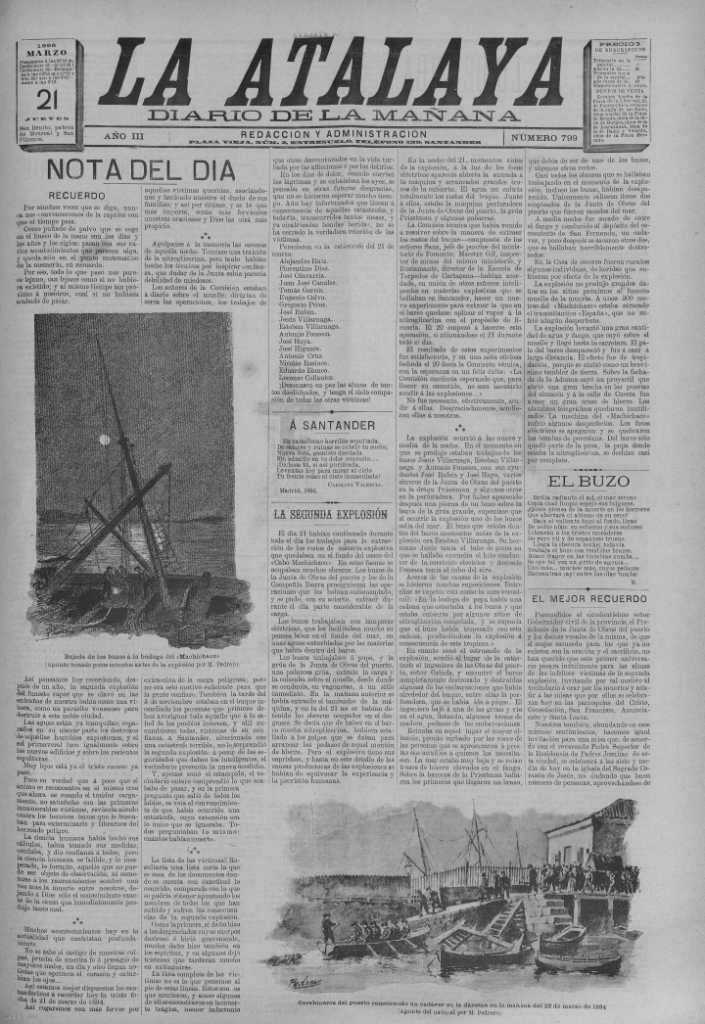
La Atalaya du 21 mars 1895, dessins de Mariano Pedrero.
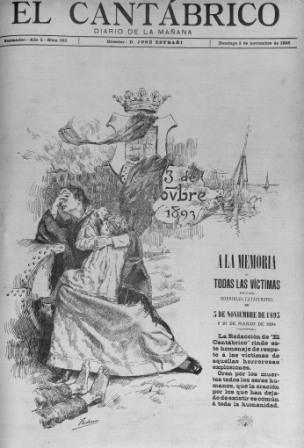
El Cantábrico du 3 novembre 1895, dessins de Mariano Pedrero.

## Conséquences

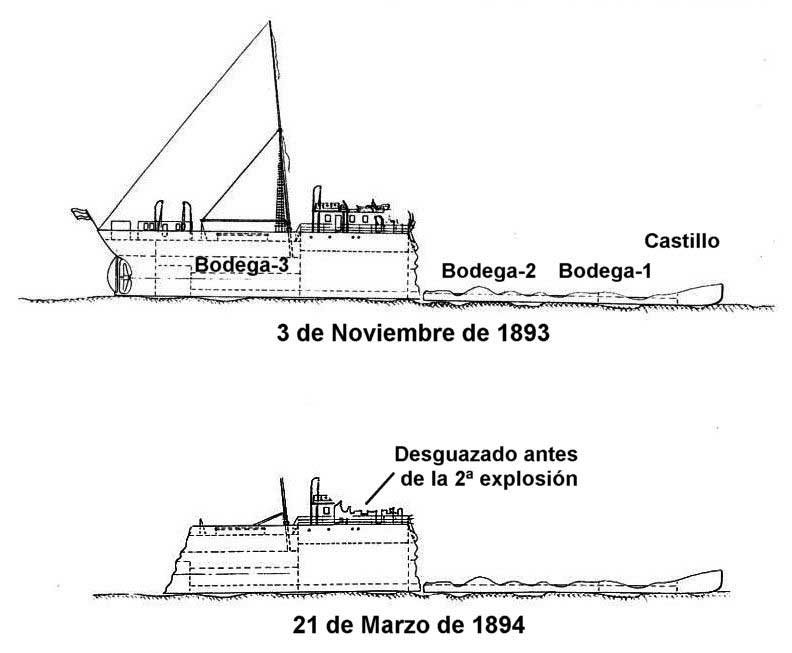
État du Cabo Machichaco après les deux explosions.

En plus de l'évident désastre, qui inclut des victimes mortelles, les infrastructures proches du lien de l'explosion ont été endommagées, et certains bâtiments n'ont pas résisté à l'onde expansive, qui a détruit pratiquement toutes les maisons de la rue Méndez Núñez. Le feu a brûlé de nombreux logements et a éclairé toute la nuit la recherche de victimes. Les récits de l'apparition de dépouilles mortelles à une grande distance de l'épicentre de l'explosion ont été nombreux les jours qui ont suivi la tragédie, et quoique certaines sont difficiles à corroborer, certaines ont pu être prouvées, comme celle d'un garde qui a trouvé deux jambes sur le toit d'un entrepôt de bois, à deux kilomètres de la.
Pendant les mois qui ont suivi, des recherches ont été mises en place pour récupérer la dynamite qui serait restée sur le bateau coulé dans la baie, mais le bateau a occasionné une nouvelle tragédie : le 21 mars 1894, une autre explosion a lieu à cause de ces tâches de recherche et quinze personnes ont péri.
Santander a ainsi dû se remettre d'un désastre sans précédent, la plupart des autorités civiles militaires et des pompiers sont morts lors de l'explosion. De plus, le contexte social était déjà délicat dans la ville, qui souffrait depuis 1875 d'une crise des suites de l'interdiction d'exportation de blé et de farine à l'étranger, amplifiée par la faillite du commerce avec les colonies américaines. La récupération économique et sociale de Santander a été progressive, jusqu'à ce qu'en 1898 soit créé le mont-de-piété, qui est l'actuelle entité financière Caja Cantabria, puis en 1907 le Banco Mercantil de Santander (es), ainsi que des compagnies navales, comme la Navegación Montañesa.

## Hommages

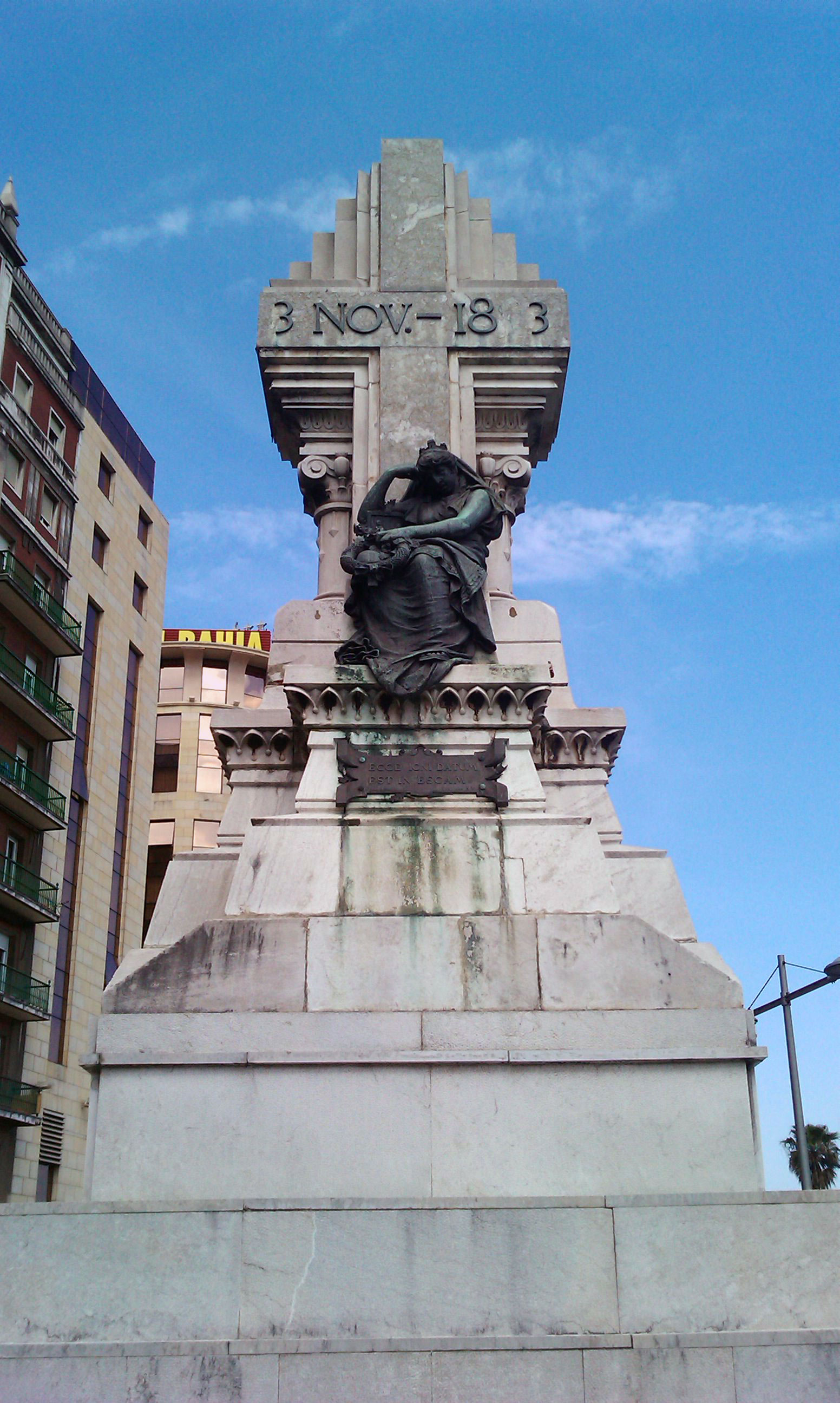
Monument de Valentín Lavín.

Dans les arts, sont à noter le roman Pachín González (1896) de José María de Pereda et la lithographie avec un panthéon commémoratif, éditée par le poète Marcos Linazasoro.
Plusieurs monuments ont été construits :
- Le premier est réalisé en 1896 par l'architecte municipal de Santander Valentín Ramón Lavín Casalís (es)[1]. Pendant la tragédie, Lavín Casalís a réussi à éviter la propagation du feu grâce à plusieurs interventions d'urgence[1]. Le monument, consistant en une croix de pierre avec un profil échelonné que soutient un piédestal piramidal, contient les dates des explosions gravées dessus. La croix possède une figure de bronze représentant une femme en deuil, réalisée par le sculpteur d'Oviedo Cipriano Folgueras Doiztúa (es)[1]. Le monument est situé sur la place du Machichaco, près du lieu de l'explosion.
- La Real Asociación Machichaco (association royale de Machichaco), créée en 1958, est une organisation sans but lucratif qui se charge de commémorer la catastrophe aux côtés des institutions publiques tous les 3 novembre, devant le monument[7]. Elle publie aussi des livres sur la tragédie. En 2016, le centre d'interprétation Machichaco est créé près de la place du Machichaco.
- Le monument du cimetière de Ciriego est réalisé par A. García Cabezas[1] : il est composé d'un pilier polylobé tronqué et un cercueil couvert d'une couverture en pierre.
- Le compositeur Borja Ordóñez García a écrit Cabo Machichaco, joué le 3 novembre 2018 par la Banda Municipal de Santander à l'occasion du 125e anniversaire de l'accident.